# Сьерра-де-Кревильенте
Сьерра-де-Кревильенте (исп. Sierra de Crevillente) — горный хребет на юге Испании, в системе Кордильера-Пребетика. Расположен на территории региона Мурсия и провинции Аликанте.
Хребет простирается в направлении с юго-запада на северо-восток. Имеет крутые склоны. Вершины: Сан-Каетано (816 м), Санюри (803 м), Монте-Альто (682), Каминанто (585) и наиболее высокая Сант-Гайета (835 м).
Осенью 2008 года в горах Сьерра-де-Кревильенте произошли два землетрясения с магнитудами 3,5 и 2,4 балла по шкале Рихтера.

## Внешние ссылки
- La Sierra de Crevillente на Google Maps.
- P.R. V-110: Els Anouers - Sant Juri - Els Anouers (недоступная ссылка — история). Ruralicante.com